# Hang Dơi Bắc Sơn
Hang Dơi Bắc Sơn hay còn được người dân bản địa gọi với cái tên quen thuộc là Hang Dơi Vũ Lễ là hang dơi ở xã Vũ Lễ, huyện Bắc Sơn, tỉnh Lạng Sơn, Việt Nam.
Hang còn là nơi trú ngụ của hàng ngàn con dơi, trong khung cảnh vẫn giữ được vẻ đẹp thiên nhiên hoang sơ vốn có mặc dù ở gần khu du lịch, và trong vùng cận đồng bằng rất hiếm hang động.
Hang Dơi được Bộ Văn hóa, Thể thao và Du lịch xếp hạng là di tích lịch sử quốc gia tại Quyết định số 77/2004/QĐ-BVHTT ngày 23/08/2004.

## Vị trí
Hang Dơi thuộc dạng karst trong núi đá vôi ở thôn Kha Hạ ở phần phía đông xã Vũ Lễ. Để tiếp cận hang đi theo Quốc lộ 1B đến ngã ba Quang Tiến sát với UBND xã Vũ Lễ.21°47′38″B 106°09′47″Đ / 21,793964°B 106,163192°Đ
Từ đây rẽ sang Đường tỉnh 241 đi hướng đông cỡ 2,5 km thì rẽ sang đường liên thôn để đến Kha Hạ.